# Дивное (Херсонская область)
Дивное (укр. Дивне) — село в Новотроицкой поселковой общине Генического района Херсонской области Украины.
Население по переписи 2001 года составляло 563 человека. Почтовый индекс — 75333. Телефонный код — 5548. Код КОАТУУ — 6524481701.